# Жигарев, Иосиф Семёнович

Могила Жигарева на Восточном кладбище Минска.

Иосиф Семёнович Жигарев (9 [22] сентября 1906, Дорогобужский уезд, Смоленская губерния — 29 ноября 1983, Минск) — генерал-лейтенант артиллерии Советской Армии (1958), участник Великой Отечественной войны, Герой Советского Союза (1945).

## Биография
Иосиф Жигарев родился 9 (22) сентября 1906 года в крестьянской семье в деревне Павлово (Павловка) Красно-Болотовской волости Дорогобужского уезда Смоленской губернии. Деревня Павловка не сохранилась; ныне урочище Павлово (на р. Павловке, 54°52′12″N 33°7′58″E) находится в Кузинском сельском поселении Дорогобужского района Смоленской области.
Иосиф Семёнович Жигарев получил неполное среднее образование. В 1927—1928 годах работал плотником на Курганском консервно-мясном заводе, затем заведующим избой-читальней в селе Васильевка Курганского округа Уральской области (возможно это деревня Васильки).
В 1928 году Жигарев был призван на службу в Рабоче-крестьянскую Красную Армию Варгашинским РВК. 
С 1930 года член ВКП(б), c 1952 года — КПСС.
В 1932 году он окончил Московскую артиллерийскую школу, в 1939 году — первый курс артиллерийской академии, в 1941 году — курсы усовершенствования командного состава. С июля 1941 года — на фронтах Великой Отечественной войны.
В 1942 году командир 542-го пушечного артиллерийского полка РГК, майор.
К сентябрю 1944 года гвардии полковник Иосиф Жигарев командовал 30-й Гвардейской Краснознамённой пушечной артиллерийской бригадой 47-й армии 1-го Белорусского фронта. Отличился во время освобождения Польши и боёв в Германии.
14 сентября 1944 года бригада огнём своих орудий активно содействовала остальным советским подразделениям в освобождении предместья Варшавы Праги. 15-16 апреля 1945 года Жигарев организовал прорыв вражеской обороны в районе населённого пункта Нойбарним к востоку от Врицена. 15-26 апреля огнём своих орудий бригада способствовала наступлению советских частей на Берлин и занятие района Шпандау. 1 мая 1945 года благодаря содействию бригады успешно штурмом был взят город Бранденбург. В тех боях Жигарев лично участвовал в отражении 12 немецких контратак.
Указом Президиума Верховного Совета СССР от 31 мая 1945 года за «умелое командование артиллерийской бригадой, образцовое выполнение боевых заданий командования на фронте борьбы с немецкими захватчиками и проявленные при этом мужество и героизм» гвардии полковник Иосиф Жигарев был удостоен высокого звания Героя Советского Союза с вручением ордена Ленина и медали «Золотая Звезда» за номером 6435.
11 июля 1945 года И. С. Жигареву присвоено воинское звание «генерал-майор артиллерии». В 1954 году окончил Высшие академические курсы при Военной артиллерийской академии; 18 февраля 1958 года присвоено воинское звание «генерал-лейтенант артиллерии». В 1964 году уволен в запас.
Проживал в городе Минске Белорусской ССР.
Иосиф Семёнович Жигарев умер 29 ноября 1983 года, похоронен на Восточном кладбище Первомайского района города Минска Белорусской ССР (участок № 26), ныне город — столица Республики Беларусь.

## Награды
- Герой Советского Союза, 31 мая 1945[3][4][5]
  - Медаль «Золотая Звезда» № 6435, 31 мая 1945;
  - орден Ленина, 31 мая 1945;
- орден Ленина;
- два ордена Красного Знамени, 16 сентября 1942[6], ?;
- орден Суворова II степени, 6 апреля 1945[7];
- орден Кутузова II степени, 23 августа 1944[8][9];
- два ордена Отечественной войны I степени, 27 марта 1944[10], ?;
- орден Красной Звезды (3.11.1944);
- медали, в том числе:[2]
  - медаль «За отвагу», 25 апреля 1942[11][12]
  - медаль «За оборону Москвы», 21 ноября 1944[13][14]